# Blue Peter
Blue Peter – brytyjski dziecięcy program telewizyjny, magazyn rozrywkowy przeznaczony przede wszystkim dla dzieci w wieku 9-11 lat, emitowany przez BBC obecnie w kanale CBBC Channel. Pierwszy odcinek został nadany 16 października 1958 roku. Do dziś wyemitowano ich ponad 5300. Twórcą BP był John Hunter Blair. Aktualnymi prezenterami programu są: Joel Mawhinney (od 2022), Abby Cook (od 2023) i Shini Muthukrishana (od 2024). W Blue Peter oprócz prowadzących i gości pojawiają się także zwierzęta.
Jest to najdłużej nadawany program przeznaczony dla dzieci.